# Дивизия радости (фильм)
«Дивизия радости» (англ. Joy Division) — военная драма Рега Тревисса. Фильм был показан на Каннском кинофестивале в 2005 году. В 2006 году он был показан на Кинофестивале в Копенгагене. Театральный релиз в США состоялся в ноябре того же года.

## Сюжет
В последние дни Второй мировой войны немецкий подросток Томас брошен в битву против неуклонно продвигающихся советских войск. В полуразрушенных городах Третьего рейха повсюду царит неописуемая дикость и мародёрство; в происходящем хаосе Томас теряет свою первую любовь, Мелани, и встречает Астрид, которая полна решимости выжить во что бы то ни стало. Вместе они присоединяются к массовому исходу беженцев, устремившихся на запад.
Однако по несчастливому повороту судьбы Томас попадает к русским, и все его следы теряются за железным занавесом, который на долгие годы разделил Европу. Семнадцатью годами спустя, теперь выпускник элитной советской школы, он рекрутирован КГБ и отправлен в Лондон, чтобы стать частью шпионской сети, которая находится под постоянной угрозой разоблачения.

## В ролях
| Актёр                | Роль             |
| -------------------- | ---------------- |
| Эд Стоппард          | Томас (взрослый) |
| Том Шиллинг          | Томас (молодой)  |
| Бернадетта Хеерваген | Мелани           |
| Бернард Хилл         | Деннис           |
| Леа Морнар           | Астрид           |
| Лили Бордан          | сестра Томаса    |